# ナトリウム・カルシウム交換輸送体
ナトリウム・カルシウム交換(輸送)体（Na+/Ca2+交換体、英: Sodium-calcium exchanger, Na+/Ca2+ exchanger; NCX）は、細胞膜に存在する蛋白質であり、細胞内からカルシウムを排出する交換輸送体である。NCXはナトリウム（Na+）が電気化学的勾配に従って細胞膜を横切り外部より内部に流入するエネルギーを利用して、カルシウム（Ca2+）を細胞外へ排出する。1個のCa2+の排出に3個のNa+を消費する。この交換体は多くの動物種の様々な細胞種に存在する。NCXは、Ca2+を除去する最も重要な機構の一つであると考えられている。
NCXは通常、細胞膜やミトコンドリア、興奮性細胞の小胞体に存在する。

## 機能
ナトリウム・カルシウム交換体は、細胞内のカルシウムイオン濃度を低く保つシステムのひとつに過ぎない。交換体とCa2+との親和性は低いが、イオンを迅速に輸送することができる（大容量）。1秒間に最大5,000個のCa2+イオンを輸送でき、Ca2+が高濃度である時に効果を発揮するので、活動電位後の神経細胞のように短時間で大量のCa2+を除去するのに有用である。この交換体はまた、興奮毒性の障害後に細胞内カルシウム濃度を正常に回復させる際にも重要な役割を果たしている可能性が高い。このようなカルシウムイオンの主要な輸送体は、殆どの動物細胞の細胞膜に存在する。もう一つの より普遍的なカルシウム排出膜貫通ポンプである細胞膜Ca2+ATPアーゼ（PMCA）のCa2+との親和性は遥かに高いが、容量は遥かに低い。PMCAはその濃度がかなり低い場合でもCa2+と効果的に結合できるため、通常細胞内に存在する非常に低濃度のカルシウムの維持に適している。Na+/Ca2+交換体は高親和性で低容量のCa2+ATPアーゼを補完し、共に以下のような様々な細胞機能に関与している：
- 神経分泌（英語版）の制御
- 光受容細胞（英語版）の活性
- 心筋細胞の興奮収縮連関（英語版）
- 心筋細胞の筋小胞体内のCa2+濃度の保守
- 興奮性・非興奮性細胞内の小胞体内のCa2+濃度の保守
- 興奮収縮連関
- ミトコンドリア内の低Ca2+濃度の維持

この交換体は、遅延後脱分極として知られる心臓の電気伝導異常にも関与している。細胞内にCa2+が蓄積するとNa+/Ca2+交換体が活性化すると考えられる。その結果、正味の正電荷が短時間流入し（3Na+が流入し、1Ca2+が流出する）、細胞の脱分極を引き起こす。この異常な細胞脱分極は不整脈を引き起こす。

## 逆回転
この輸送は起電性（膜電位を変化させる）であるため、興奮毒性により細胞が過度に脱分極すると、膜の脱分極が交換体の方向を逆転させる可能性がある。更に他の輸送蛋白質と同様に、輸送の量と方向は膜内外の基質濃度勾配に依存する。興奮毒性で起こる細胞内Ca2+濃度の上昇は細胞外Na+濃度が低下していても交換体を順方向に活性化する可能性があるため、この事実は保護的と言える。しかしそれはまた、細胞内のNa+濃度が臨界点を超えて上昇するとNCXがCa2+の細胞内取り込みを開始することをも意味する。NCXはNa+とCa2+勾配の複合効果によって、細胞の異なる領域で同時に順方向と逆方向の両方で作動する可能性がある。この効果は神経細胞の活動後のカルシウム過渡応答を延長し、神経細胞の情報処理に影響を及ぼす可能性がある。

### 心筋活動電位に関するNa+/Ca2+交換体
Na+/Ca2+交換体が流れの方向を逆転させる能力は、心筋の活動電位中に現れる。Ca2+は心筋の収縮において繊細な役割を果たすため、細胞内のCa2+濃度は慎重に制御されている。静止電位中、Na+/Ca2+交換体は大きな細胞外Na+濃度勾配を利用してCa2+を細胞外に送り出している。実際、Na+/Ca2+交換体は殆どの場合、Ca2+排出方向に動いている。しかし、心臓の活動電位の上昇中には、Na+イオンが大量に流入する。これは細胞を脱分極させ、膜電位を正方向にシフトさせ、その結果、細胞内Na+濃度が大きく上昇する。この為Na+/Ca2+交換体が反転し、Na+イオンを細胞外に送り出し、Ca2+イオンを細胞内に送り込む。しかしこの交換体の反転は、L型カルシウムチャネルを介したCa2+の流入の結果としてCa2+濃度が内部で上昇するため一瞬しか続かず、交換体は順方向の流れに戻り、Ca2+を細胞外に送り出す]。
交換体は通常（活動電位の初期を除いて）Ca2+の流出側に働くが、特定の条件では交換体を逆（Ca2+流入、Na+流出）回転に異常に切り替えることがある。以下に、逆回転が起こる幾つかの細胞および薬学的条件を挙げる。
- 細胞内Na+濃度が通常より高い場合（ジゴキシン等の強心配糖体がNa+/K+-ATPアーゼを阻害している場合など）
- 筋小胞体のCa2+放出が阻害された場合
- 他のCa2+流入チャネルが阻害された場合
- 活動電位が延長された場合

## 構造
二次構造と疎水性尺度に基づき、NCXは当初9つの膜貫通ヘリックスを持つと予測されていた。このファミリーは膜貫通ドメインの一次配列内の明らかな擬似対称性により、遺伝子重複事象から生じたと考えられている。擬似対称性の中央には、制御ドメインを含む細胞質ループが挿入されている。これらの制御ドメインはC2ドメインのような構造を持ち、カルシウム調節を担っている。最近、古細菌のNCXオルソログの構造がX線結晶構造解析によって解明された。この構造は、10個の膜貫通ヘリックスからなる二量体輸送体であり、基質結合部位はダイヤモンド型であることを明確に示している。構造と構造対称性に基づき、活性部位でのイオン競合を伴う交互アクセスのモデルが提案された。関連する3つのプロトン・カルシウム交換体（CAX）の構造が、酵母と細菌から解明されている。これらの構造は構造的にも機能的にも相同であるが、新規のオリゴマー構造、基質結合、制御を示している。

## 歴史
1968年、ハラルド・ロイターとN・ザイツは細胞周囲の培地からNa+が除去されるとCa2+の流出が抑制されるという研究結果を発表し、2つのイオンを交換するメカニズムが存在する可能性を提唱した。1969年には、ヤリイカ巨大軸索を使って実験を行っていたP・F・ベイカー率いるグループが、Na+が細胞から出る手段がNa+/K+ポンプ以外にも存在するという研究結果を発表した。ジギタリスはNa+/K+-ATPアーゼに大きな影響を及ぼし、最終的に心臓の収縮を強くすることが知られている。この植物にはナトリウム・カリウムポンプを阻害する化合物が含まれており、ナトリウムの電気化学的勾配を低下させる。これにより細胞からカルシウムを送り出す効率が低下し、心臓の収縮がより強力になる。心臓の弱い人には、より強い収縮力で心臓を駆動することができる。しかし、心臓の収縮力を高めるため、高血圧を引き起こすこともある。